# Tour de Pologne 2015 – 4. etap
4. etap kolarskiego wyścigu Tour de Pologne 2015 odbył się 5 sierpnia. Start etapu miał miejsce w Jaworznie, meta natomiast w Nowym Sączu. Etap liczył 220 kilometrów.

## Premie
Na 4. etapie były następujące premie:
| Rodzaj | Rodzaj           | Miejscowość  | Kilometry (od startu) | Kilometry (do mety) |
| ------ | ---------------- | ------------ | --------------------- | ------------------- |
|        | Lotna            | Wadowice     | 40,8 km               | 179,2 km            |
|        | Górska (II kat.) | Gruszowiec   | 128,5 km              | 91,5 km             |
|        | Górska (I kat.)  | Wysokie      | 158,6 km              | 61,4 km             |
|        | Górska (I kat.)  | Trzetrzewina | 182,7 km              | 37,3 km             |
|        | Specjalna        | Nowy Sącz    | 191,4 km              | 28,6 km             |

### Wyniki
| Lotna – Wadowice |                 |        |        |
| Miejsce          | Zawodnik        | Zespół | Punkty |
| 1.               | Maciej Bodnar   | TCS    | 3      |
| 2.               | Kamil Zieliński | POL    | 2      |
| 3.               | Gatis Smukulis  | KAT    | 1      |

| Górska – Gruszowiec |                 |        |        |
| Miejsce             | Zawodnik        | Zespół | Punkty |
| 1.                  | Kamil Zieliński | POL    | 5      |
| 2.                  | Gatis Smukulis  | KAT    | 3      |
| 3.                  | Maciej Bodnar   | TCS    | 2      |
| 4.                  | Carlos Verona   | EQS    | 1      |

| Górska – Wysokie |                 |        |        |
| Miejsce          | Zawodnik        | Zespół | Punkty |
| 1.               | Kamil Zieliński | POL    | 10     |
| 2.               | Gatis Smukulis  | KAT    | 7      |
| 3.               | Maciej Bodnar   | TCS    | 5      |
| 4.               | Adrian Kurek    | CCC    | 3      |
| 5.               | Philip Deignan  | SKY    | 2      |

| Górska – Trzetrzewina |                    |        |        |
| Miejsce               | Zawodnik           | Zespół | Punkty |
| 1.                    | Kamil Zieliński    | POL    | 10     |
| 2.                    | Gatis Smukulis     | KAT    | 7      |
| 3.                    | Maciej Bodnar      | TCS    | 5      |
| 4.                    | Gianluca Brambilla | ECS    | 3      |
| 5.                    | Valerio Conti      | LAM    | 2      |

| Specjalna – Nowy Sącz |               |        |        |
| Miejsce               | Zawodnik      | Zespół | Punkty |
| 1.                    | Maciej Bodnar | TCS    | –      |

## Wyniki etapu
| Miejsce | Zawodnik            | Państwo    | Zespół                 | Czas       | Bon.  | Pkt. |
| ------- | ------------------- | ---------- | ---------------------- | ---------- | ----- | ---- |
| 1.      | Maciej Bodnar       | Polska     | Team Tinkoff-Saxo      | 5h 14' 29" | -13 s | 20   |
| 2.      | Kamil Zieliński     | Polska     | Reprezentacja Polski   | + 0"       | -8 s  | 19   |
| 3.      | Gatis Smukulis      | Łotwa      | Team Katusha           | + 0"       | -5 s  | 18   |
| 4.      | Caleb Ewan          | Australia  | Orica-GreenEdge        | + 20"      | —     | 17   |
| 5.      | Marcel Kittel       | Słowenia   | Team Giant-Alpecin     | + 20"      | —     | 16   |
| 6.      | Tom Van Asbroeck    | Belgia     | Team LottoNL-Jumbo     | + 20"      | —     | 15   |
| 7.      | Lasse Norman Hansen | Dania      | Team Cannondale-Garmin | + 20"      | —     | 14   |
| 8.      | Silvan Dillier      | Szwajcaria | BMC Racing Team        | + 20"      | —     | 13   |
| 9.      | Lorrenzo Manzin     | Francja    | FDJ.fr                 | + 20"      | —     | 12   |
| 10.     | Sébastien Turgot    | Francja    | Ag2r-La Mondiale       | + 20"      | —     | 11   |

## Klasyfikacje po 4. etapie

### Klasyfikacja generalna
| Miejsce | Zawodnik           | Państwo    | Zespół               | Czas        |
| ------- | ------------------ | ---------- | -------------------- | ----------- |
|         | Kamil Zieliński    | Polska     | Reprezentacja Polski | 15h 06' 27" |
| 2.      | Maciej Bodnar      | Polska     | Team Tinkoff-Saxo    | + 3"        |
| 3.      | Caleb Ewan         | Australia  | Orica-GreenEdge      | + 22"       |
| 4.      | Marcus Burghardt   | Niemcy     | BMC Racing Team      | + 22"       |
| 5.      | Tom Van Asbroeck   | Belgia     | Team LottoNL-Jumbo   | + 24"       |
| 6.      | Sébastien Turgot   | Francja    | Ag2r-La Mondiale     | + 28"       |
| 7.      | Lorrenzo Manzin    | Francja    | FDJ.fr               | + 28"       |
| 8.      | Salvatore Puccio   | Włochy     | Team Sky             | + 28"       |
| 9.      | Michał Kwiatkowski | Polska     | Etixx-Quick Step     | + 28"       |
| 10.     | Aleksiej Łuczenko  | Kazachstan | Pro Team Astana      | + 28"       |

### Klasyfikacja punktowa
| Miejsce | Zawodnik            | Państwo    | Zespół                 | Punkty |
| ------- | ------------------- | ---------- | ---------------------- | ------ |
|         | Marcel Kittel       | Niemcy     | Team Giant-Alpecin     | 53     |
| 2.      | Niccolò Bonifazio   | Włochy     | Lampre-Merida          | 49     |
| 3.      | Sébastien Turgot    | Francja    | Ag2r-La Mondiale       | 44     |
| 4.      | Caleb Ewan          | Australia  | Orica-GreenEdge        | 41     |
| 5.      | Matteo Pelucchi     | Szwajcaria | IAM Cycling            | 40     |
| 6.      | Tom Van Asbroeck    | Belgia     | Team LottoNL-Jumbo     | 36     |
| 7.      | Lorrenzo Manzin     | Francja    | FDJ.fr                 | 35     |
| 8.      | Kris Boeckmans      | Belgia     | Lotto Soudal           | 32     |
| 9.      | Salvatore Puccio    | Włochy     | Team Sky               | 29     |
| 10.     | Lasse Norman Hansen | Dania      | Team Cannondale-Garmin | 27     |

### Klasyfikacja górska
| Miejsce | Zawodnik           | Państwo  | Zespół                 | Punkty |
| ------- | ------------------ | -------- | ---------------------- | ------ |
|         | Kamil Zieliński    | Polska   | Reprezentacja Polski   | 25     |
| 2.      | Gatis Smukulis     | Łotwa    | Team Katusha           | 17     |
| 3.      | Adrian Kurek       | Polska   | CCC Sprandi Polkowice  | 15     |
| 4.      | Maciej Bodnar      | Polska   | Team Tinkoff-Saxo      | 12     |
| 5.      | Martijn Keizer     | Holandia | Team LottoNL-Jumbo     | 4      |
| 6.      | Marcin Białobłocki | Polska   | Reprezentacja Polski   | 3      |
| 7.      | Gianluca Brambilla | Włochy   | Etixx-Quick Step       | 3      |
| 8.      | Matej Mohorič      | Słowenia | Team Cannondale-Garmin | 3      |
| 9.      | Valerio Conti      | Włochy   | Lampre-Merida          | 2      |
| 10.     | Sander Armée       | Belgia   | Lotto Soudal           | 2      |

### Klasyfikacja najaktywniejszych
| Miejsce | Zawodnik           | Państwo  | Zespół                 | Punkty |
| ------- | ------------------ | -------- | ---------------------- | ------ |
|         | Kamil Gradek       | Polska   | Reprezentacja Polski   | 8      |
| 2.      | Marcin Białobłocki | Polska   | Reprezentacja Polski   | 8      |
| 3.      | Marcus Burghardt   | Niemcy   | BMC Racing Team        | 6      |
| 4.      | Adrian Kurek       | Polska   | CCC Sprandi Polkowice  | 6      |
| 5.      | Matej Mohorič      | Słowenia | Team Cannondale-Garmin | 4      |
| 6.      | Maciej Bodnar      | Polska   | Team Tinkoff-Saxo      | 3      |
| 7.      | Martijn Keizer     | Holandia | Team LottoNL-Jumbo     | 3      |
| 8.      | Kamil Zieliński    | Polska   | Reprezentacja Polski   | 2      |
| 9.      | Gatis Smukulis     | Łotwa    | Team Katusha           | 1      |
| 10.     | Paweł Bernas       | Polska   | Reprezentacja Polski   | 1      |

### Klasyfikacja drużynowa
| Miejsce | Zespół                 | Państwo           | Czas        |
| ------- | ---------------------- | ----------------- | ----------- |
| 1.      | Team Tinkoff-Saxo      | Rosja             | 45h 20' 25" |
| 2.      | Reprezentacja Polski   | Polska            | + 8"        |
| 3.      | Team Katusha           | Rosja             | + 16"       |
| 4.      | Team LottoNL-Jumbo     | Holandia          | + 20"       |
| 5.      | Etixx-Quick Step       | Belgia            | + 28"       |
| 6.      | Team Giant-Alpecin     | Niemcy            | + 28"       |
| 7.      | BMC Racing Team        | Stany Zjednoczone | + 28"       |
| 8.      | Pro Team Astana        | Kazachstan        | + 28"       |
| 9.      | Lampre-Merida          | Włochy            | + 28"       |
| 10.     | Team Cannondale-Garmin | Stany Zjednoczone | + 28"       |